# Santa Margarida do Sul
Santa Margarida do Sul es un municipio brasileño del estado de Rio Grande do Sul. Su población estimada en 2004 era de 2.236 habitantes.